# Mesopanorpa
Mesopanorpa (лат.) — род вымерших насекомых из вымершего семейства Orthophlebiidae отряда скорпионниц (Mecoptera), живших во времена юрского — мелового периодов (201,3—112,03 млн лет назад). Ископаемые остатки представителей рода найдены в Казахстане, Китае, Германии, Великобритании и России. У самцов первый сегмент лапок последней пары ног был расширен, что является одним из проявлений полового диморфизма.

## Роды
По данным сайта Paleobiology Database, на февраль 2023 года в род включают 25 вымерших видов:
- Mesopanorpa angarensis
- Mesopanorpa brodiei
- Mesopanorpa brooksorum
- Mesopanorpa densa
- Mesopanorpa enormis
- Mesopanorpa fanshanensis
- Mesopanorpa felix
- Mesopanorpa formosa
- Mesopanorpa gambra
- Mesopanorpa hartungi
- Mesopanorpa incerta
- Mesopanorpa kuliki
- Mesopanorpa kuschmurunensis
- Mesopanorpa luanpingensis
- Mesopanorpa maculata
- Mesopanorpa martynovae
- Mesopanorpa monstrosa
- Mesopanorpa obtusa
- Mesopanorpa praeangustipennis
- Mesopanorpa tergenica
- Mesopanorpa turgaica
- Mesopanorpa umbrata
- Mesopanorpa unica
- Mesopanorpa unicolor
- Mesopanorpa yaojiashanensis